# 英太郎のかたらんね
『英太郎のかたらんね』（えいたろうのかたらんね）は、テレビ熊本で平日昼前に放送されている情報生ワイド番組で、英太郎の冠番組である。放送時間は月曜日 - 金曜日 9:50 - 10:50 （フジテレビ系列平日昼前の情報番組枠、祝日にも放送あり）。
オープニングテーマソングは、戸田賢吾「英太郎のかたらんねのテーマ」。作詞：浅木真由美、立田大助、作曲：立田大助。

## 概要
テレビ熊本ではこれまで同時間帯をFNS系列の全国情報番組枠として長らくネット受けしてきたが、2012年3月末日を以って『知りたがり!』の第1シリーズ終了を最後に同枠から撤退。同年4月1日からは次番組である『ノンストップ!』はネット受けせず、ローカル枠に降格の上で過去に放送されたドラマの再放送や通販番組を放送してきたが、2013年4月1日からは自社独自の情報番組枠として本番組を放送開始。「熊本のワクワクする情報と人々のふれあいをゆた〜っとみてハイヨ」をテーマに、熊本のあらゆる話題や情報を視聴者に提供している。番組開始直前の2013年3月まで同局で放送されていた夕方ワイド番組『TKUスーパーニュースぴゅあピュア』の第1部（17時台）を本番組が引き継ぐ形ともなっている。
番組名の「かたらんね」とは、熊本弁で「仲間に加わりませんか」という意味を持つ「かたる」と、「一緒に話しませんか」という意味を持つ「語る」という2つの言葉を掛け合わせたダブルミーニングである。
年末(12月28日頃・仕事納めに当たる日)には「大忘年会スペシャル」(生放送)として放送時間を30分延長して11:20まで放送しているほか、正月(1月3日頃・仕事始めの前日頃)には熊本県内の企業がクイズで争う「英太郎のかたらんね 新春笑い初めスペシャル」(収録放送)を放送している。
また、2013年4月1日の番組開始以来現在まで同時間帯平均視聴率トップを独走しており、同時間帯番組独占率も約40%と群を抜いている。日によっては平均視聴率が13%台になることもあり、これは全国で同時間帯に各地で放送されているローカル番組などと比べても、非常に異例の高視聴率となっている。
番組に寄せられるはがきは一週間で約1000通、FAX・メールは1日で約100通、祝日などには多い時で約1000通に届く勢いで、平日でも約500通以上の日があるなど今では熊本の朝の大人気番組となっている。

## 出演者
★印はテレビ熊本アナウンサー。

### メインキャスター
- 英太郎
- 本田千穂★

### リポーター
- もっこすファイヤー
- 中華首藤
- 緒方由美
- 田中洋平
- 太田弘樹
- 荒木恒竹★ ( - 2017年8月25日、故人)
- 寺田菜々海★
- 中原理菜★
- 浜田友里子★
- 水上清乃
- 安井政史
- 岩清水愛
- とんこっちゃんふじ子
- 恒松聡美★
- 黛英里佳（夫の東京転勤に伴い降板）

## 放送時間
- 月曜日 - 金曜日 9:50 - 10:50

## 主なコーナー
- 英太郎にかたらんね（FAX・メールコーナー）
  - 毎日一人にかたらんね賞として豪華商品をプレゼントしている。
- あっちこっち８≪はっち≫（プレゼントコーナー）
  - 毎日一人に豪華商品をプレゼントしている。
  - また、毎月2週間は熊本や日本各地の"うまかもん"（1万円相当）をプレゼントしている。普段は電話に出なくても当たりだが、キャンペーン期間中は電話に出ないと当たりにならない。
  - ただプレゼントするだけでなく、ゲーム要素も兼ねており、8枚のカードが用意され、数字と景品が書いてあり、それを最大3回までのチャンスでめくっていき、コーナー名通りの「8」を目指す。「8」が出ればピッタリ賞としてさらに追加のプレゼントがもらえるが、「8」を越えた場合はドボンとなり全没収となる。

### 曜日別コーナー（2024年4月現在）

#### 月曜日
- わいさ〜し（担当：緒方由美）

#### 火曜日
- 知っ得!?火曜塾（担当：水上清乃）

#### 木曜日

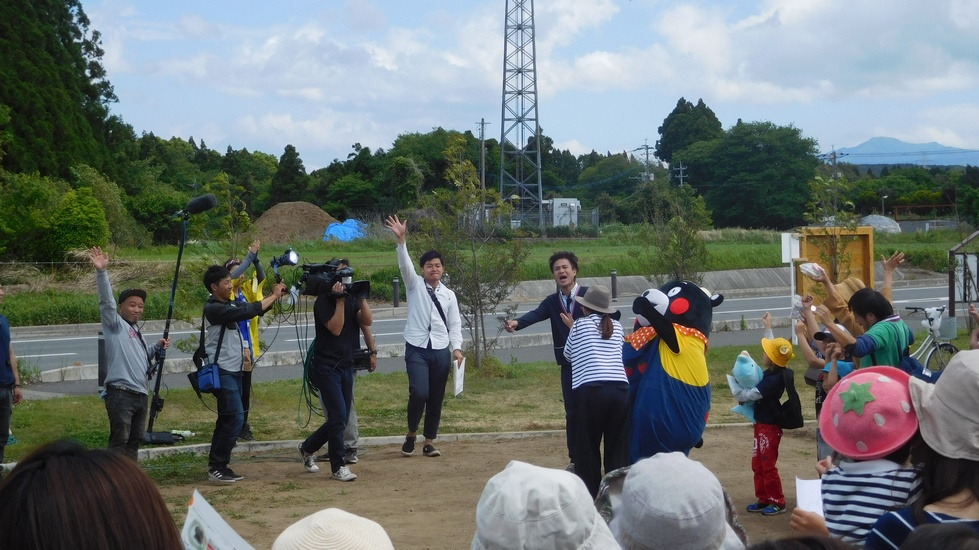
「くまモンとかたらんね」コーナーの様子

- 中継コーナー（担当：太田弘樹・緒方由美）

#### 金曜日
- 家族がいちばん（担当：太田弘樹）

#### 全曜日共通
- かたってよかですか？（担当: 英太郎）

### 過去のコーナー
- ちょチョイと解決！（月曜日）
- おでかけ気分（火曜日）
- 本田千穂のご無沙汰してます。（火曜日）
- 熊本のおごちそう（火曜日）
- 知っ得バイ（火曜日）
- うまかもん→わがまち食堂[注 1]（水曜日）
- 英太郎のどぎゃんこぎゃん（水曜日）
- 密着してよかですか（水曜日）
- 元気になるバイ!健康体操（水曜日）
- 市っとるねかたマナブくん（水曜日）
- 中華のおじゃましまチュ〜（水曜日）
- カラオケ上手になるバイ!（水曜日）
- くらしの豆知識→まうゴツ！よかコツ！（木曜日）
- 出張！くまモンとかたらんね（木曜日）
- さくら弁護士にお悩みかたらんね（木曜日）
- 金スペ（金曜日）
- よりどり特選（金曜日）

## タイムテーブル
| 放送時間  | コーナー                                                | コーナー |
| --------- | ------------------------------------------------------- | -------- |
| 9:50      | オープニング                                            |          |
| 9:52頃    | タイトルコール                                          |          |
| 9:53頃    | 「英太郎にかたらんね」（FAX・メールコーナー）テーマ紹介 |          |
| 9:54頃    | 「かたらんねコール」（イベント紹介など                  |          |
| 9:55頃    | 曜日別コーナー（まうごつ知りたい）                      |          |
| 10:20過ぎ | 曜日別コーナー（みんなでかたらんね）                    |          |
| 10:38頃   | 「英太郎にかたらんね」                                  |          |
| 10:42頃   | 「あっちこっち８（はっち）」（プレゼントコーナー）      |          |
| 10:47     | 天気予報                                                |          |
| 10:49     | エンディング                                            |          |

## 特別番組
- 2017年4月15日（土）10:35 - 11:30（第1部）、13:00 - 13:55（第2部）『城下町にかたらんね　”笑い”で熊本を元気に!』
  - 平成28年熊本地震発生から1年に関する特別番組として放送。

## その他
- 「かたらんね米」と題した視聴者参加型の田植え企画を行っている。この模様は同局の局名告知にも一部使用されている。
- 2018年4月5日放送の中継コーナー「出張！くまモンとかたらんね」で、道の駅あそ望の郷くぎのからの中継中、10時40分頃に担当リポーター・太田弘樹が「限定とんこつそば」を載せたお盆を持ちながら屋外テラスのテーブルに腰掛けようとした際、くまモンが演出のひとつとして太田が座るはずだった椅子を座る直前にくまモンが引き、太田は「限定とんこつそば」を乗せたお盆ごと転倒、臀部を強打した。くまモンは、普段からおちゃめでいたずら好きというキャラクターの位置付けのため、軽く引っ張ったつもりで太田自身もそれをすぐに察知して転ばない予定だったと思われるが、打ち合わせにないくまモンのアドリブだったようで、スタジオが一時、騒然とした。幸いにして太田が立ち上がったため、大事には至らなかったように見えたが「限定とんこつそば」を載せたお盆はひっくり返ってしまい、試食ができなくなってしまった。この一件は「くまモンイタズラ放送事故」などのタイトルで動画サイトにアップされるなど、インターネット上でのニュースになるなど騒動となった。翌週の同コーナーで、太田は前週の中継地での不祥事を詫び、自身の怪我の無かったことなどを報告したが「とんこつそば」の試食ができなくなってしまった中継先「あそ望の郷くぎの」への謝罪等には言及していない。

- 2020年3月2日放送の冒頭で、ＭＣの本田千穂が同年2月22日に入籍、結婚を発表、月曜レギュラーのもっこすファイヤー、緒方由美が驚愕の声をあげるも祝福。メインＭＣの英太郎から祝福の花束が贈られた。放送前日にあたる2020年2月28日放送のエンディングで「番組からの重大発表」の事前告知を行っていた。知っていたのは英太郎のみだったと思われる。
- 2020年3月9日より、新型コロナウィルス対策のため、地元企業、イベント等のPRのための一般人ゲストコーナー「かたらんねコール」をスタジオリモート形式により番組中盤で紹介する形式に変更。従来はオープニングから挨拶、短いトークの後、すぐに紹介されていた。オープニングからその日の各コーナーを前倒して放送、その後に全出演者が勢揃い挨拶するオープニングコーナーと、一部のプログラムを変更している。